# Parafia Nawiedzenia Najświętszej Maryi Panny w Sosnowcu
Parafia Nawiedzenia NMP w Sosnowcu – rzymskokatolicka parafia należąca do diecezji sosnowieckiej. Została erygowana 23 marca 1981 roku przez bp. Stefana Barełę.
Kościół parafialny wzniesiono w latach 1981–1988, według projektu Stanisława Kwaśniewicza. Został konsekrowany 23 października 1988 roku przez bp. Stanisława Nowaka.

## Proboszczowie
- ks. kan. Zygmunt Hyra (1981–2002, budowniczy kościoła)[1]
- ks. kan. Józef Ośródka (2002–2016)[1]
- ks. Adam Gołąb (od 2016–2025)[1]
- ks. Andrzej Polit (administrator od 2025)